# Вроцлавська водонапірна вежа
Вроцлавська водонапірна вежа (пол. Wieża ciśnień przy alei Wiśniowej we Wrocławiu) розташована на перетині Вишневої алеї і Судецької вулиці в районі Борек, місто Вроцлав, Нижньосілезьке воєводство, Польща.

## Опис
Будівля побудована з клінкерної цегли, увінчана шатром. Створено в стилі історизму з елементами модерну, неороманізму і неоготики.
Архітектором вежі виступив Карл Клімм. Висота споруди становить 62,5 метра, всередині з перших днів діє електричний ліфт — велика розкіш для того часу. Скульптори Ігнатіус Ташнер і Роберт Беднорц прикрасили вежу рельєфами з пісковика, що зображують фантастичних істот, які немов би зійшли зі сторінок бестіарію. З північно-східної частини фасаду будинку тече чиста джерельна вода, облаштований невеликий фонтан: джерело розташовується в підвалі вежі. На першому і другому поверхах були розташовані кілька квартир, у яких жили співробітники, чия робота безпосередньо була пов'язана з водонапірною баштою.

## Історія
Вежа була побудована в 1903—1904 роках. З червня 1906 року на висоті 42 метри діє оглядовий майданчик, звідки відкривається вид не тільки на Вроцлав і його околиці, а й на гору Сленжа, а в гарну погоду можна навіть розгледіти гори Крконоше, що лежать приблизно за 100 кілометрів (у такі дні персонал вежі піднімав на вершині червоний прапор, запрошуючи відвідувачів — відвідування майданчика коштувало 10 пфенігів).
У лютому — травні 1945 року, під час облоги Бреслау, Вроцлавська водонапірна башта служила командним пунктом. Незважаючи на рясні бомбардування регіону, вежа залишалася практично неушкодженою протягом всієї Другої світової війни. Водонапірна вежа продовжувала виконувати свої прямі функції (оглядовий майданчик після війни не працював) до середини 1980-х років, після чого перестав працювати у зв'язку з відсутністю належного догляду і ремонту.

19 жовтня 1978 року вежа була визнана пам'яткою архітектури місцевого значення. Наприкінці 1990-х років будинок біля міста придбала компанія Stephan Elektronik Investment Company, яка зробила зовнішній і внутрішній ремонт споруди (без відновлення водопостачальних функцій) і переобладнала його в ресторанний комплекс під невигадливою назвою «Водонапірна башта» (пол. Wieża Cisnień).

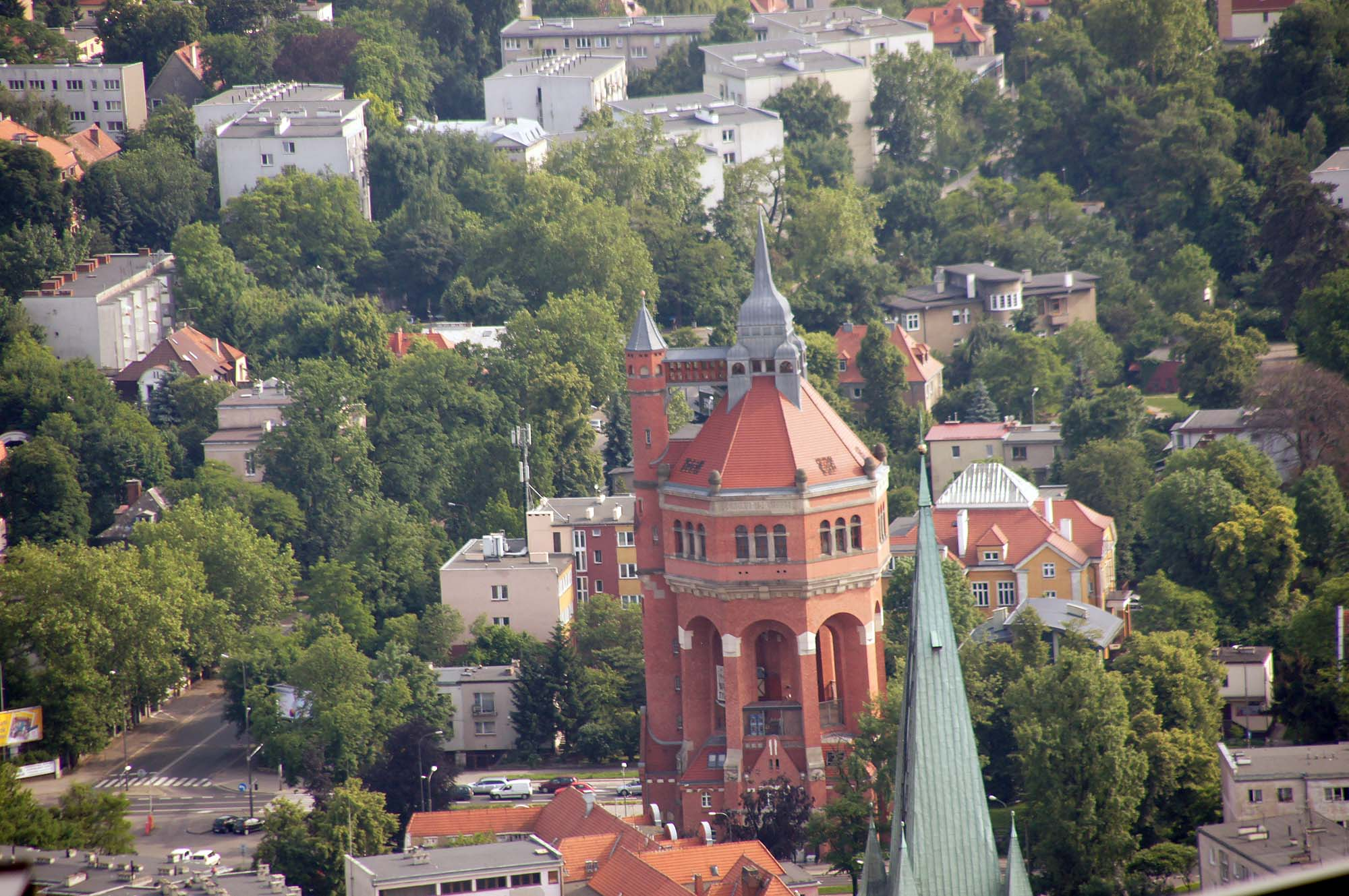
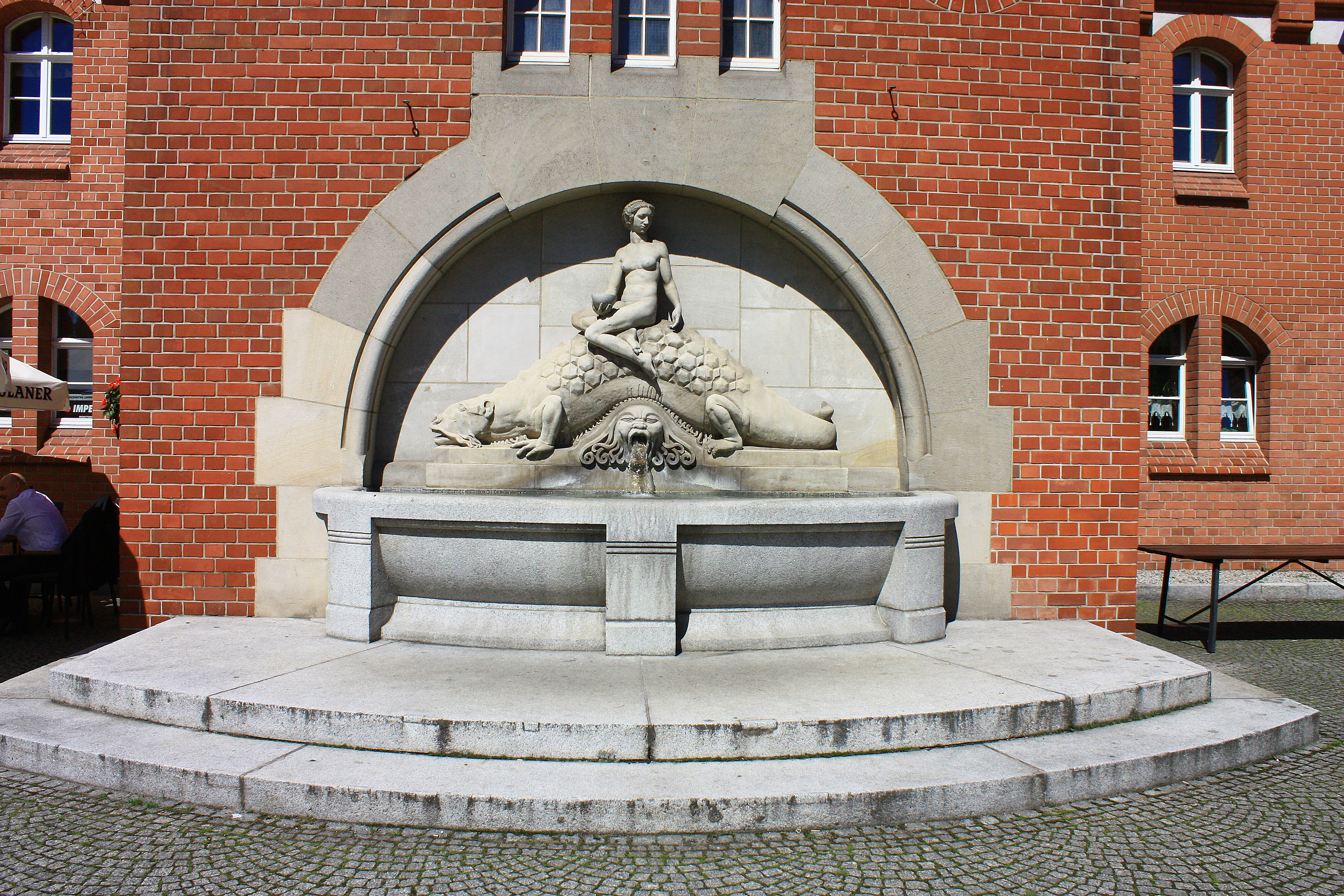
Фонтан із джерельною водою
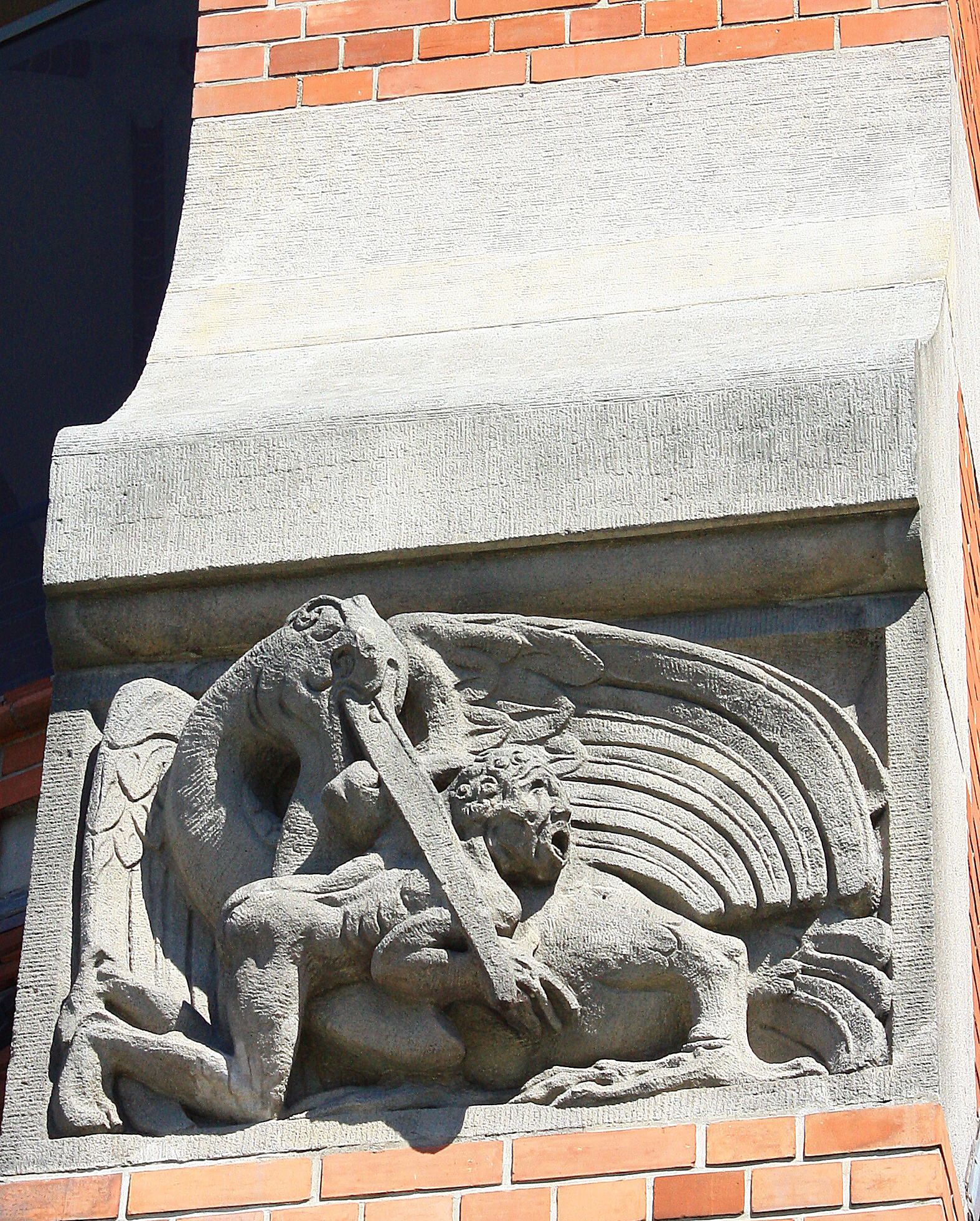
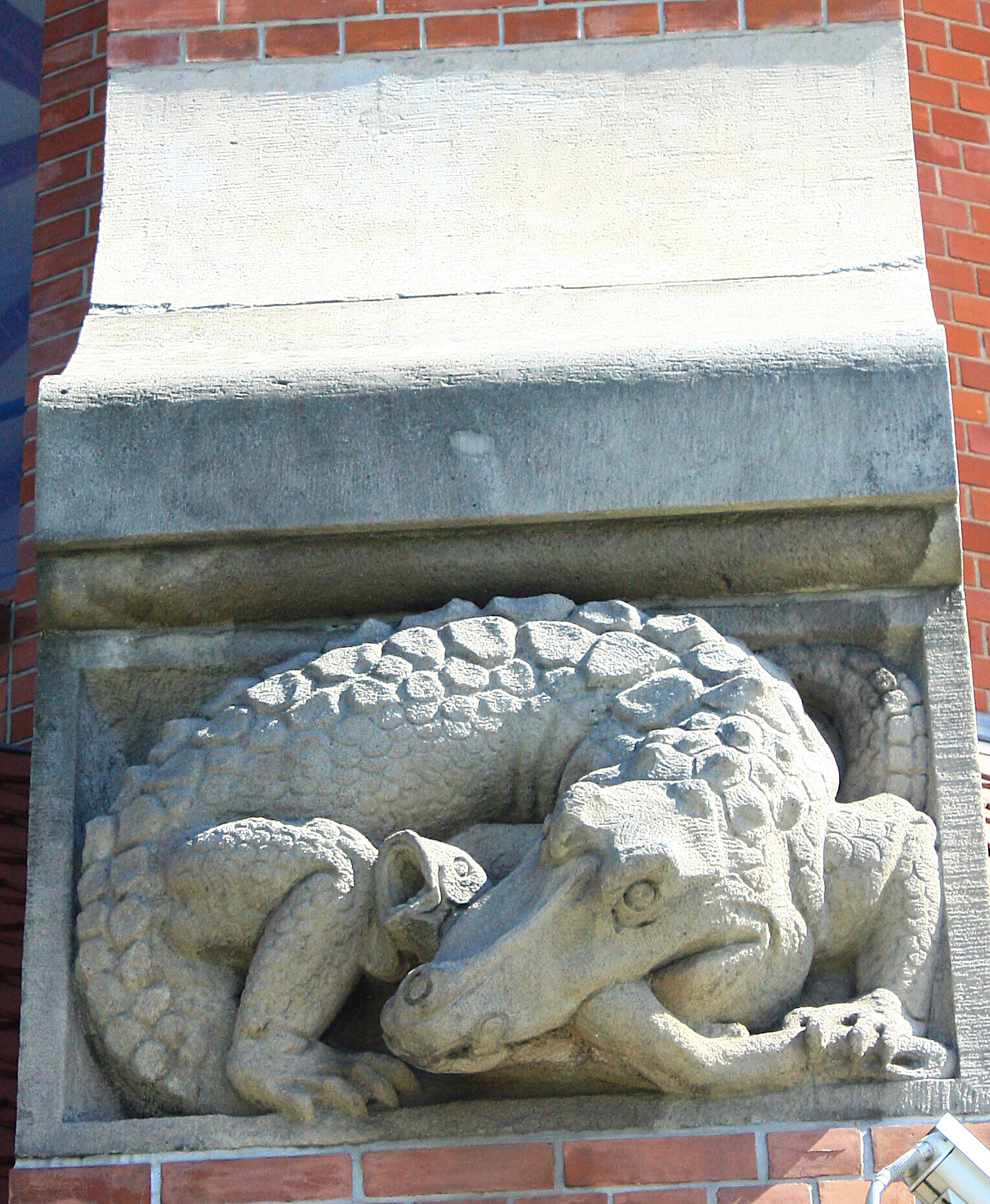